# Bulbophyllum bavonis
Bulbophyllum bavonis là một loài phong lan thuộc chi Bulbophyllum.